# 蠣崎守広
蠣崎 守広（かきざき もりひろ）は、安土桃山時代から江戸時代前期にかけての武士。松前藩の家老。守広系蠣崎家初代。

## 略歴
永禄7年（1564年）、蠣崎氏4代当主・蠣崎季広の十一男として誕生。
兄・松前慶広から別家を立てることを許され、以後は松前氏の家老として兄の補佐を務めた。兄の死後は、その跡を継いで松前藩2代藩主となった公広に仕えた。
寛永12年（1635年）、公広の子・氏広を自邸に迎えて饗応した際に火災が起こるという不手際があり、その責任を取る形で自ら火の中に飛び込んだという。享年72。跡を子・友広が継いだ。

## 系譜
- 父：蠣崎季広（1507-1595）
- 母：不詳
  - 兄弟姉妹
  - 長女：南条広継正室
  - 長男：蠣崎舜広（1539-1561）
  - 次男：明石元広（?-1562） - 明石季衡の養子
  - 三男：松前慶広（1548-1616）
  - 四男：蠣崎随良 - 法源寺住持
  - 五男：蠣崎正広 - 正広系蠣崎家初代
  - 六男：蠣崎長広 - 蠣崎定広、長広系蠣崎家初代
  - 七男：蠣崎定広 - 信広、但馬守
  - 八男：蠣崎包広 - 与三郎、典三郎、早世
  - 九男：蠣崎吉広（?-1645） - 吉広系蠣崎家初代
  - 十男：蠣崎仲広 - 助五郎
  - 十一男：蠣崎守広 - 忠広、広勝、守広系蠣崎家初代
  - 十二男：蠣崎員広 - 景広、主水助、員広系蠣崎家初代
  - 十三男：蠣崎貞広 - 右衛門大夫、蠣崎正広の養子
  - 女子：下国師季室
  - 女子：喜庭季信室
  - 四女：小平季遠室
  - 女子：厚谷季貞室
  - 女子：安東茂季正室
  - 女子：村上忠儀室
  - 女子：神浦季綱室
  - 女子：下国重季室
  - 女子：下国直季室
  - 女子：佐藤季連室
  - 女子：村上直儀室
  - 十三女：新井田広貞室
- 室：不詳
  - 男子：蠣崎友広（1598-1658）
  - 女子：下国由季室
  - 女子：藤子 - 松前公広継室
  - 女子：下国高季室
  - 女子：蠣崎貞広室